# Hilarographa podocarpi
Hilarographa podocarpi is een vlinder uit de familie bladrollers (Tortricidae). De wetenschappelijke naam van de soort is, als Heppnerographa podocarpi, voor het eerst geldig gepubliceerd in 2005 door Józef Razowski & Volker Pelz. De combinatie in Hilarographa werd in 2007 door Razowski & Pelz gemaakt.

## Type
- holotype: "male. 9.X.2002. leg. Gielis & Pelz. genitalia slide no. GU 1854-V.P."
- instituut: SMFL, Frankfurt-am-Main, Duitsland
- typelocatie: "Ecuador, Zamora-Chinchipe Prov., 22 km E Loja, PN Podocarpus, San Francisco Ranger Stt., 2200 m, 3°59'15"S, 79°5'37"W"